# Eduardo Dussek
Eduardo Dussek, fino al 1999 noto col suo vero nome Eduardo Dusek oppure con la forma onomastica completa Eduardo Gabor Dusek (Rio de Janeiro, 1º gennaio 1954), è un cantante, pianista e attore brasiliano.

## Biografia
Ha colto il suo più grande successo musicale nel 1981, con il brano Nostradamus. Un'altra sua canzone fortunata è stata Aventura. Nelle sue esibizioni al pianoforte è solito suonare presentandosi con pantaloni corti.
Come attore ha esordito svolgendo il ruolo principale maschile nella miniserie televisiva Floradas na serra: ha lavorato poi in tre film e in alcune telenovelas, tra cui Xica Da Silva, dove ha dato volto al malvagio Emanuel Gonçalo.
Nel 2015 ha rivelato di essere affetto dalla malattia di Parkinson, esordita all'età di 49 anni. Anziché demoralizzarsi, Dussek ha intrapreso l'attività di pittore, oltre a proseguire la carriera musicale; è apparso ancora nella telenovela I Love Paraisopolis, nel ruolo di un playboy ormai malandato.

## Discografia

### Discografia come Eduardo Dusek

#### Album
- (1978) Não tem Perigo/Apelo da Raça
- (1981) Olhar Brasileiro
- (1982) Cantando no Banheiro
- (1984) Brega Chique
- (1986) Abra seus Olhos
- (1986) Dusek na sua
- (1991) Contatos
- (1991) Songbook Noel Rosa
- (1992) Songbook Gilberto Gil
- (1994) Apocalipse Elegante
- (1994) Songbook Dorival Caymmi
- (1996) Songbook Tom Jobim
- (1997) Tributo a Dalva de Oliveira
- (1997) Songbook Djavan
- (1998) Balaio do Sampaio
- (1999) Songbook João Donato
- (1999) Songbook Chico Buarque

### Discografia come Eduardo Dussek

#### Album
- (2000) Adeus batucada. Eduardo Dussek sings Carmen Miranda
- (2011) Eduardo Dussek É Show

#### DVD
- (2011) Eduardo Dussek É Show